# 格哈德·迪特里希
格哈德·迪特里希（德語：Gerhard Dietrich，1942年5月12日—），德国男子竞技体操运动员。他曾获得1968年夏季奥运会体操比赛男子团体全能铜牌。他也在世界竞技体操锦标赛上收获两枚铜牌。